# Energiekvationen
Energiekvationen bygger på Reynolds transportteorem (RTT) där den extensiva storheten B står för energi. Den intensiva storheten β blir då energi per enhet massa:
{\displaystyle \beta ={dE \over dm}={\mathit {e}}}

## Grundform
Energiekvationen kan förenklas beroende på förhållanden men skrivs i grundform som:
{\displaystyle {dE \over dt}_{syst}={dQ \over dt}-{dW \over dt}={d \over dt}{\Big (}\int _{kv}{\mathit {e}}\rho dV{\Big )}+\int _{ky}{\mathit {e}}\rho {\Big (}\mathbf {V} \cdot \mathbf {n} {\Big )}dA}
där Q står för värme, W för arbete (alltså står {\displaystyle {dQ \over dt}={\dot {Q}}} för överfört värme per tidsenhet och {\displaystyle {dW \over dt}={\dot {W}}} för arbete per tidsenhet), kv för kontrollvolym och ky för kontrollyta. V är en hastighetsvektor och n är en enhetsvektor (negativ för inflöde och positiv för utflöde). e är summan av:
{\displaystyle {\mathit {e}}={\mathit {e}}_{intern}+{\mathit {e}}_{kinetisk}+{\mathit {e}}_{potentiell}+{\mathit {e}}_{annan}}
Den sista termen övrig rör kemiska eller nukleära reaktioner alternativt magnetfält och är därför nästan alltid lika med noll. e kan då skrivas om med {\displaystyle {\hat {u}}} som intern energi och längden z ritkad uppåt:
{\displaystyle {\mathit {e}}={\hat {u}}+{V^{2} \over 2}+gz}
Arbete per tidsenhet består av axelarbetet {\displaystyle {\dot {W}}_{s}}, de viskösa spänningarnas arbete {\displaystyle {\dot {W}}_{v}} samt tryckkrafternas arbete {\displaystyle {\dot {W}}_{p}}. De två senare är:
{\displaystyle {\dot {W}}_{p}=\int _{ky}p{\Big (}\mathbf {V} \cdot \mathbf {n} {\Big )}dA}
{\displaystyle {\dot {W}}_{v}=-\int _{ky}\mathbf {\tau } \cdot \mathbf {V} dA}
Där p är trycket i fluiden och {\displaystyle \mathbf {\tau } } är spänningsvekorn. Alltså är arbetet (notera att de viskösa spänningarnas arbete är negativt):
{\displaystyle {\dot {W}}={\dot {W}}_{s}+\int _{ky}p{\Big (}\mathbf {V} \cdot \mathbf {n} {\Big )}dA-\int _{ky}\mathbf {\tau } \cdot \mathbf {V} dA}
Energiekvationen kan då skrivas om till:
{\displaystyle {\dot {Q}}-{\dot {W}}_{s}-{\dot {W}}_{v}={d \over dt}{\Bigg [}\int _{kv}{\Big (}{\hat {u}}+{V^{2} \over 2}+gz{\Big )}\rho dV{\Bigg ]}+\int _{ky}{\Big (}{\hat {h}}+{V^{2} \over 2}+gz{\Big )}\rho {\Big (}\mathbf {V} \cdot \mathbf {n} {\Big )}dA}
{\displaystyle {\hat {h}}} står för entalpi och definieras som {\displaystyle {\hat {h}}={\hat {u}}+{p \over \rho }}.

## Endimensionellt in- och utflöde
{\displaystyle \int _{ky}{\Big (}{\hat {h}}+{V^{2} \over 2}+gz{\Big )}\rho {\Big (}\mathbf {V} \cdot \mathbf {n} {\Big )}dA=\sum {\Big (}{\hat {h}}+{V^{2} \over 2}+gz{\Big )}_{ut}{\dot {m}}_{ut}-\sum {\Big (}{\hat {h}}+{V^{2} \over 2}+gz{\Big )}_{in}{\dot {m}}_{in}}

## Stationär strömning, ett endimensionellt inlopp samt ett endimensionellt utlopp
{\displaystyle {\hat {h}}_{1}+{V_{1}^{2} \over 2}+gz_{1}={\hat {h}}_{2}+{V_{2}^{2} \over 2}+gz_{2}-q+w_{s}+w_{v}}
där {\displaystyle q={{\dot {q}} \over {\dot {m}}}\ \ \ w_{s}={{\dot {Q}} \over {\dot {m}}}\ \ \ w_{v}={{\dot {W}}_{v} \over {\dot {m}}}}